# Tommy Párraga
Tommy Junior Párraga Lévano (Pisco, 3 de julio de 1984) es un actor, director y docente peruano. Alcanzó a la popularidad por haber protagonizado en la película dramática peruana Canción sin nombre y desarrollado la mayor parte de su carrera artística en el teatro, el cine y la televisión. 

## Biografía

### Primeros años
Nació el 3 de julio de 1984 en Pisco, ciudad de la Región Ica, bajo el nombre completo de Tommy Junior Párraga Lévano. Vivió sus primeros años en su ciudad natal hasta cumplir los ocho años, producto del accidente aéreo de Pisco del 1 de diciembre de 1992, con lo que se dio la causa de su mudanza.
Desde los trece años apuestó por la actuación, que se convertiría más tarde en su profesión, gracias a la invitación de su vecina. Tras concluir la secundaria, se formó como actor en los talleres de Ramón García, Aristóteles Picho y Roberto Ángeles. Formó parte del Teatro de la Universidad Católica del Perú, donde desarrolló profesionalmente en la actuación con otros profesores como Alberto Ísola.
Comenzó su carrera artística en el año 2007 como actor de televisión haciendo su debut en el reparto principal de la miniserie deportiva Perú campeón de América Televisión, bajo la producción de Efraín Aguilar. Más tarde, al año siguiente, ingresa al reparto antagónico de la serie Calle en llamas de Frecuencia Latina, bajo el papel de un pandillero, y en el año 2009 se suma al rol secundario de la película El paraíso de Lili.
En el año 2009, participó como protagonista al lado de Nidia Bermejo y Carlos Mesta en la obra teatral Punto ciego, interpretando a Ernesto, el enfermero de Agustín. Previo a ello, protagoniza la comedia infantil Caracol y Colibrí en el año 2008.
A partir a inicios de los años 2010, se enfocó especialmente al teatro y el cine, participando en diferentes proyectos dentro del reparto principal en las obras La ciudad y los perros, El chico de la última fila y Crónicas de una muerte anunciada. Fue parte del elenco principal de la obra teatral Heraud: El corazón volador en 2009. En el año 2010, fue protagonista de la obra teatral Severa vigilancia con Giovanni Arce y Diego Alonso Otero, bajo el papel de Lefranc, un ladrón de 23 años.
En el cine, participó en el reparto principal de las películas La vigilia (2010) y El evangelio de la carne (2013).
En la televisión peruana, se ha desempeñado el rol de coach de interpretación en el programa concurso La voz Perú de Latina Televisión, permaneciendo por un breve tiempo. Adicionalmente, fue coach de interpretación de los siguientes programas La máscara y Yo soy.
En el año 2017, se incorpora al reparto antagónico principal de la película histórica La hora final, bajo el personaje de Fidel Coronado, un terrorista que trabajaba para la organización criminal Sendero Luminoso.
En el año 2019, alcanzó al estrellato como protagonista de la película peruana Canción sin nombre, interpretando al periodista Pedro Campos, compartiendo el rol junto a la actriz Pamela Mendoza. Gracias a su actuación, le ha valido su nominación en la categoría «Mejor actor de cine» en los Premios Luces.[cita requerida] Seguidamente, en ese mismo año participó en el mismo formato La pasión de Javier, interpretando al guerrillero y sociólogo Héctor Béjar, dentro del reparto principal. 
Se desempeña en la actualidad en la rama de la enseñanza, desempeñando como profesor de teatro en la productora Schooling Films.
Volvió a la televisión peruana en el año 2021 para incorporarse a la telenovela Luz de luna en el reparto recurrente. Seguidamente, viajó a México para desarrollar su carrera en el ámbito internacional y fue coprotagonista de la película Zulen y yo, dirigida por Michelle Alexander, bajo el papel de Zulen.
Como director de teatro, dirigió el musical peruano Nací para quererte: El musical, estrenado en el Teatro Segura, al lado de Juan Pablo Lostannau. En el año 2024, asume la dirección de la obra musical Cariño malo, que fue estrenado en el Teatro Municipal de Lima, en la que valió un reconocimiento en la categoría «Mejor obra musical» por parte de los Premios El Oficio Crítico. En ese año, fue director general de la serie web Los Waykis, contando como protagonista a la primera actriz Lilian Nieto.
Párraga se suma al reparto central de la obra de teatro cómica ¡Casa, llegue a cariño!, realizado en el Teatro Británico en 2024. En ese año, se acredita en el reparto estelar de la ficción Adiós Ayacucho.

## Filmografía

### Televisión
- Perú campeón (América Televisión; 2007), reparto central.
- Un amor indomable (ATV; 2007), Fidel Collao (reparto principal).
- Los diablos azules (Frecuencia Latina; 2008), reparto principal.
- Calle en llamas (Frecuencia Latina; 2008), antagonista recurrente.
- Clave uno: médicos en alerta (Frecuencia Latina; 2009), reparto recurrente.
- La Perricholi (América Televisión; 2011), Fraile Dimas (reparto recurrente).
- Mitiin: Homeoffice (2020), López (reparto central).
- Luz de luna (América Televisión; 2021), reparto recurrente.
- Súper Ada (América Televisión; 2024), Néstor Vázquez Palomino (reparto principal).
- La rosa de Guadalupe Perú (América Televisión; 2025), Bruno (reparto central).
- Eres mi sangre (América Televisión; 2025), Oficial Párraga (antagonista recurrente).

### Cine
- Festín (2010), Fredo (reparto central).
- Ella (2010), reparto central.
- La vigilia (2010), reparto principal.
- El evangelio de la carne (2013), Rueditas (reparto central).
- La hora final (2017), Fidel Coronado (antagonista principal).
- Canción sin nombre (2019), Pedro Campos (protagonista).
- La pasión de Javier (2019), Héctor Béjar (coprotagonista).
- Rómulo y Julita (2020), Álex I (reparto central).
- Zulen y yo (2021), Zulen (coprotagonista).
- Huaquero (2024), coprotagonista.

### Teatro
- Caracol y colibrí (2008), Colibrí (protagonista).
- Punto ciego (2009), Ernesto (protagonista).
- Heraud: El corazón volador (2009), reparto principal.
- El chico de la última fila (2010), reparto central.[16]
- Severa vigilancia (2010), Lefranc (protagonista).
- Crónicas de una muerte anunciada, reparto principal.
- Shopping and fucking (2013), reparto central.[17]
- La ciudad y los perros (2012-2013), Rulos (reparto principal).[18]
- Julio César (2021), reparto principal.[19]
- Nací para quererte: El musical (2023-2024), director general.
- Cariño malo: El musical criollo (2024), director.
- Adiós Ayacucho (2024), reparto principal.
- ¡Casa, llegue a cariño! (2024), Marcus (reparto central).
- Laberinto de monstruos (2025), director general.
- La madriguera (2025), director general.

### Serie web
- Los Waykis (Perú 21 TV; 2022), reparto principal.